# Кузовка (Тульская область)
Кузо́вка — село в Богородицком районе Тульской области России.
В рамках административно-территориального устройства является центром Кузовского сельского округа Богородицкого района, в рамках организации местного самоуправления включается в Товарковское сельское поселение.

## География
Расположено в 14 км к югу от города Богородицка, по обоим берегам реки Кузовки, которая в свою очередь впадает в реку Упёрту севернее села Ломовка.

## Население
| 2002 | 2010 |
| ---- | ---- |
| 894  | ↘763 |

Население — 763 чел. (2010).

## История
Кузовка была основана в 1723 году. Существует несколько версий названия села. По одной из них оно возникло от того, что жители этой богатой лесами местности плели кузовки из бересты или ивы. В то же время, данная версия вызывает сомнения: ближайший лес находится возле г. Богородицка, что около 20 км севернее; на исторической карте в Богородицком музее (усадьба графа Бобринского) никаких лесов в XVII веке на месте Кузовки не отмечено. На картах до 1816 года населённый пункт имеет основное название Богоявленское, в качестве второго упоминается название Кузовка. На более поздних картах упоминается уже название Кузовка, в качестве второго Богоявленское. На картах позднее 1850 года уже упоминается только название Кузовка. Поэтому можно сделать вывод, что название Кузовка после 1812—1820 годов по некоторой причине было изменено на Кузовка.

### Великая Отечественная война
С 13 ноября по 15 декабря 1941 года село находилось под немецкой оккупацией. Освободили его соединения 10-й армии под командованием генерал-лейтенанта Ф. И. Голикова.

### Слободы
Кузовка исторически включает 11 слобод: Поповка, Лобановка, Свирёвка, Атинёвка, Жильцовка, Мартыновка, Разорёновка (Лазарёновка), Телышёвка, Украина, Большак, Посёлок (Молодёжный). Есть ещё одна слобода — Болото. Не упоминается из-за неблагозвучного названия. Присоединилась к Атинёвке. Между Свирёвкой и Атинёвкой, в конце Свирёвки и ближе к железной дороге, находится местность Крючок, слободой не считавшаяся. Также молодые жители слободы Разорёновки часто изменяют её название на Лазарёновку, ведя происхождение от некоего Лазаря, однако история названия другая: там селилась сельская беднота, в связи с чем и слободе дали название от слова «разорение». Поповка получила название из-за расположения церкви и дома священника, Лобановка — из-за подъёма в гору по пути на Украину, которая получила такое имя как окраина Кузовки. Жильцовка была самой населённой и довольно длинной слободой. Большак — местность в середине села вдоль шоссе (большака). Посёлок — самая молодая часть Кузовки, где стоят дома, построенные колхозом «Рассвет» в 1980-е гг. Также жители Поповки называют верхней слободой ту линию домов Поповки, которая расположена выше на местности, аналогично используется название «нижняя слобода», последняя стоит ближе к реке и ниже верхней слободы.

## Достопримечательности
В Кузовке находятся руины Богоявленского храма 1831 года постройки. Храм был закрыт в 1930-х годах. Последний настоятель расстрелян. Позднее взорван в 1960-х годах. Кирпич и камень использовались качестве строительного материала местными жителями.
Рядом с разрушенным храмом возведен новый Храм Богоявления Господня, в котором идут регулярные службы.
Одна из достопримечательностей Кузовки — так называемые «провальные ямы». Это карстовые воронки в земле, заполненные водой. В настоящее время известны три из них. Первая, самая большая, находится южнее бывшей МТФ за слободой Болото. Сейчас по краям она заросла деревьями и кустами, но всё ещё приличных размеров. Хорошо видна на спутниковых картах. Две другие ямы (сейчас заросли полностью) находились по течению реки Кузовка за слободой Украина. Одна была напротив Васиного лога (была видна ещё в середине 1990-х), другая ниже по течению, пониже Оксюткиной лощины, заросла в 1980-е.

## Известные жители
- Свинолупов, Андрей Яковлевич (1908—1986) — сапёр, полный кавалеры ордена Славы.